# Dennis the Menace (tira de jornal)
Dennis the Menace ("Dennis, o Pimentinha" no Brasil) é uma tira diária criada por Hank Ketcham, publicada pela primeira vez em Março de 1951. Hank estava no Estúdio em outubro de 1950 quando sua primeira esposa, Alice Mahar, invadiu o local para reclamar de seu filho Denis. Foi quando ela disse "Seu filho é uma ameaça" (Your son is a menace).
Cinco meses depois, dezesseis jornais já publicavam as aventuras em quadrinhos do traquina mas inocente "Dennis, o Pimentinha". A tira atualmente é escrita e desenhada por antigos assistentes de Hank, Marcus Hamilton e Ron Ferdinand, e já foi distribuida para 1.000 jornais em 48 países de 19 línguas diferentes pela King Features Syndicate.
A tira fez tanto sucesso que foi adaptada para muitos outros tipos de mídia popular, incluindo vários seriados de televisão, tanto em live-action quanto animação e filmes de longa-metragem, lançados no cinema e diretamente em vídeo.
A tira é publicada diariamente como um cartoon e aos domingos, em uma prancha colorida.

## Personagens

### A Família Mitchell
- Dennis Mitchell – Menino de 5 anos que está sempre com macacão vermelho e estilingue. É o protagonista da trama. Gosta de Margaret , só que não demonstra. Nas publicações em quadrinhos mais antigas no Brasil era referido apenas pelos personagens apenas como Pimentinha.
- Henry Mitchell – Pai do Dennis. É engenheiro da aeronáutica, tem uma paciência muito grande com o filho, talvez por estar o dia inteiro fora de casa e só conviver com ele à noite e nos finais de semana; para ele, é fácil brincar de cavalinho com o garoto, contar-lhe uma história antes de dormir e até mesmo levar-lhe um copo de água na cama, mais tarde. No Brasil ele já foi chamado de Henrique nas publicações mais antigas.
- Alice Mitchell – Mãe de Dennis. A jovem e atraente mãe do garoto, talvez por conviver com o menino durante todas as horas do dia, não partilha da tranqüilidade do marido, mostrando-se enérgica e exigente em relação ao comportamento do garoto, a quem não deixa de disciplinar quando necessário, ainda que, ao fazê-lo, não consiga esconder o grande carinho que sente pelo filho.

### Os Wilsons
- Sr. George Wilson – O vizinho aposentado e irascível, é talvez o elemento mais fascinante dessa história em quadrinhos, sendo o alvo preferido das atenções de Dennis, que invariavelmente lhe tiram a tranqüilidade com a qual ele tanto sonhou antes de aposentar-se.
- Sra. Martha Wilson – Esposa de George, tem, ao contrário do marido, uma paciência quase infinita para com o menino, tratando-o e mimando-o como o neto que jamais chegou a ter.

### Amigos de Dennis
- Joey – É o melhor amigo do Dennis, Já começou a gostar de Margaret, mas só que já mudou de ideia. Ele é chamado de Juca nos desenhos animados, nos quadrinhos já foi chamado de Biluca (Editora RGE) e Joel (Cruzeiro).
- Margaret – É também conhecida no Brasil como Dorinha (editoras RPG e Cruzeiro) ou Margarida (desenho animado), Margaret é aquela menininha ruiva e engraçada amiga e gosta de Dennis
- Tommy Anderson – Amigo do pimentinha.
- Gina Gillotti – A serena amiga de dennis.
- Vovô Johnson – É o pai de Alice que aparece apenas ocasionalmente.
- Ruff – Fiel e engraçado cachorro branco de Dennis. É chamado de Rock nos quadrinhos mais antigos, e Rufus nos desenhos animados.
- Willy – Sapo de estimação do Dennis, que o ajuda nas situações difíceis.

## No Brasil
Os quadrinhos começaram a ser publicados no dia 10 de maio de 1959 pela editora O Cruzeiro, com o nome apenas de "Pimentinha", os quadrinhos permaneceram sendo vendidos até 1974 rendendo num total de 177 edições. Posteriormente os quadrinhos também passaram a ser publicados pelas editoras Vecchi (1975-76) e RGE (1977-81), também com o nome de Pimentinha. A última vez que os quadrinhos do Dennis foram publicados no Brasil foi em 1993 como uma edição especial pela Editora Globo aproveitando o sucesso do filme lançado no mesmo ano, desta vez com o nome atual "Dennis o Pimentinha".